# Andreas Schaad
Andreas Schaad (* 18. April 1965) ist ein ehemaliger Schweizer Nordischer Kombinierer.

## Werdegang
Noch vor seinem ersten Weltcup-Start nahm Schaad für die Schweiz an den Nordischen Skiweltmeisterschaften 1985 in Seefeld in Tirol teil. Nachdem er dort den 9. Platz erreicht hatte, startete er ab der Saison 1985/86 fix für den Schweizer Nationalkader. Seinen ersten Weltcup bestritt er am 21. Dezember 1985 in Tarvisio, wo er den 7. Platz erreichte. Nach mehreren Top-10-Platzierungen startete er bei den Nordischen Skiweltmeisterschaften 1987 erneut für die Schweiz und erreichte mit der Mannschaft im Team-Wettbewerb den 5. Platz. Bei den Olympischen Winterspielen 1988 in Calgary erreichte er mit der Mannschaft die Silbermedaille. Im darauffolgenden Jahr erreichte er bei den Nordischen Skiweltmeisterschaften 1989 in Lahti erneut die Silbermedaille im Teamwettbewerb. Da er anschliessend nur noch mittelmässige Platzierungen erreichte, wurde er zeitweise aus dem Nationalkader genommen und startete auch zweimal im B-Weltcup. Zudem wurde er nicht für die Nordischen Skiweltmeisterschaften 1991 nominiert. Erst zu den Nordischen Skiweltmeisterschaften 1993 in Falun nahm er aufgrund von besseren Ergebnissen im Weltcup wieder für die Schweiz im Team-Wettbewerb teil und erreichte mit der Mannschaft den 4. Platz. Sein letzter grosser Wettbewerb waren die Olympischen Winterspiele 1994 in Lillehammer, bei denen er mit der Mannschaft nochmals die Bronzemedaille gewinnen konnte. Nach den Olympischen Spielen beendete Schaad seine Karriere.
Andreas Schaad führt mittlerweile ein kleines Sportgeschäft in Studen. Im März 2013 gewann er bei den Schweizer Meisterschaften im Skilanglauf zusammen mit seinen beiden Stiefbrüdern Roman und Fabian Schaad die Silbermedaille in der 3-mal-7,5-Kilometer-Staffel.

## Statistik

### Platzierungen bei Olympischen Winterspielen
| Jahr und Ort     | Wettbewerb | Wettbewerb | Wettbewerb |
| Jahr und Ort     | Einzel     | Team       |            |
| ---------------- | ---------- | ---------- | ---------- |
| 1988 Calgary     | 05.        | 02.        |            |
| 1992 Albertville | 14.        | 10.        |            |
| 1994 Lillehammer | 15.        | 03.        |            |

### Platzierungen bei Weltmeisterschaften
| Jahr und Ort       | Wettbewerb | Wettbewerb | Wettbewerb |
| Jahr und Ort       | Einzel     | Team       |            |
| ------------------ | ---------- | ---------- | ---------- |
| 1985 Seefeld       | 09.        | –          |            |
| 1987 Oberstdorf    | 26.        | 05.        |            |
| 1989 Lahti         | 30.        | 02.        |            |
| 1991 Val di Fiemme | 18.        | 09.        |            |
| 1993 Falun         | 18.        | 04.        |            |

### Weltcup-Platzierungen
| Saison  | Platz | Punkte |
| ------- | ----- | ------ |
| 1984/85 | 29.   | 008    |
| 1985/86 | 09.   | 040    |
| 1986/87 | 15.   | 029    |
| 1987/88 | 03.   | 080    |
| 1988/89 | 12.   | 031    |
| 1989/90 | 15.   | 023    |
| 1990/91 | 13.   | 033    |
| 1991/92 | 09.   | 035    |
| 1992/93 | 09.   | 040    |
| 1993/94 | 20.   | 211    |